# 皮特·乔治
皮特·乔治（英語：Pete George，1929年6月29日—2021年7月28日），美国举重运动员。他是保加利亚马其顿人的后裔。他曾参加1948年夏季奥运会和1952年夏季奥运会，分别获得一枚银牌和一枚金牌。